# Kichertaube
Die Kichertaube (Streptopelia bitorquata), auch Sundakichertaube oder Javanische Turteltaube genannt, ist eine Art der Taubenvögel, die zu den Turteltauben gehört. Sie kommt in zwei Unterarten in Südostasien vor. Der Name leitet sich vom kichernden Balzruf dieser Taube ab.

## Erscheinungsbild
Die Kichertaube erreicht eine Körperlänge von 30 Zentimetern. Sie ist damit etwa so groß wie eine Lachtaube, aber ist erheblich kräftiger.
Der Kopf und der Nacken der Kichertaube sind blaugrau. Der Vorderkopf ist etwas aufgehellt. Das schwarze Nackenband am hinteren Hals ist oben von einem weißen Streifen eingefasst. Auf der Unterseite ist der Streifen deutlich kleiner und mitunter kaum sichtbar. Die Brust ist mauvefarben, die Flanken sind hellgrau. Der Bauch und die Unterschwanzdecken sind weiß. Der Rücken und die Oberschwanzdecken sind gelblich braun. Die Flügeldecken sind blaugrau, wobei die großen Flügeldecken und die Handschwingen dunkler sind. Der Schnabel ist dunkelgrau. Die Iris ist orange.

## Verbreitung und Lebensraum
Die Nominatform Streptopelia bitorquata bitorquata besiedelt Java, Bali, Lombok, Flores, Sumbawa, Solor und Timor. Die Unterart Streptopelia bitorquata dusumieri kommt auf den Philippinen, dem Sulu-Archipel, im Norden von Kalimantan vor. Auf Java, Bali und den kleinen Sunda-Inseln ist sie insgesamt eine seltene Art, wenn es auch lokal zu größeren Ansammlungen kommen kann.
Die Kichertaube besiedelt locker mit Bäumen bestandene Lebensräume. Sie findet sich auch auf landwirtschaftlichen Anbauflächen und hat sich auch menschliche Siedlungsräume als Lebensraum erschlossen.

## Verhalten
Die Kichertaube kommt gewöhnlich nur einzeln oder in kleinen Trupps vor. Größere Ansammlungen sind seltene Ausnahmen. Die Kichertaube sucht ihre Nahrung überwiegend am Boden und frisst vor allem Samen. Das Nest wird in geringer Höhe in Büschen, Sträuchern und Bäumen errichtet. Das Gelege besteht aus zwei Eiern.

## Belege

### Weblink
- Streptopelia bitorquata in der Roten Liste gefährdeter Arten der IUCN 2013.1. Eingestellt von: BirdLife International, 2012. Abgerufen am 30. Oktober 2013.